# Greg Cronin
Gregory P. „Greg“ Cronin (* 2. Juni 1963 in Boston, Massachusetts) ist ein US-amerikanischer Eishockeytrainer. Von Juni 2023 bis April 2025 war er als Cheftrainer der Anaheim Ducks aus der National Hockey League (NHL) tätig.

## Karriere
Greg Cronin spielte zwischen 1982 und 1986 aktiv für die „Mules“, das Eishockeyteam des Colby College in der Division III der National Collegiate Athletic Association (NCAA). Dort begann 1987 seine Trainerkarriere, als er ebenso als Assistenztrainer tätig war wie in den folgenden acht Jahren zweimal an der University of Maine sowie am Colorado College. In Maine beförderte man ihn 1995 erstmals zum Cheftrainer, eine Position, von der er jedoch bereits während der Saison 1996/97 wieder zurücktrat. Anschließend war er als Cheftrainer und Director of Player Development für das USA Hockey National Team Development Program tätig, die zentrale Talenteschmiede des US-amerikanischen Verbandes USA Hockey. Während dieser Zeit sammelte er auch erste internationale Erfahrungen, als er die U20- und A-Nationalmannschaft seines Heimatlandes bei den U20-Weltmeisterschaften 1997 und 1998 sowie den Herren-Weltmeisterschaften 1997 und 1999 begleitete, jeweils als Assistenztrainer.
Zur Saison 1998/99 gelang Cronin erstmals der Sprung in die National Hockey League (NHL), als ihn die New York Islanders als Assistenztrainer verpflichteten. Dort war er später auch als Director of Player Development tätig, während er von 2003 bis 2005 deren Farmteam trainierte, die Bridgeport Sound Tigers aus der American Hockey League (AHL). Anschließend kehrte er noch einmal in die NCAA zurück, als er von 2005 bis 2011 als Headcoach der Northeastern University fungierte. 2011 wiederum engagierten ihn die Toronto Maple Leafs erneut als Assistenztrainer, während er in gleicher Funktion 2011 und 2012 mit den USA an zwei weiteren Weltmeisterschaften teilnahm. Nach der Saison 2013/14 kehrte er zu den New York Islanders zurück, wo er als Assistent von Jack Capuano sowie später von Doug Weight tätig war, bis er zur Spielzeit 2018/19 die Position des Cheftrainers bei den Colorado Eagles in der AHL übernahm.
Nach fünf Jahren in Colorado wurde Cronin im Juni 2023 als neuer Cheftrainer der Anaheim Ducks vorgestellt, wo er die Nachfolge von Dallas Eakins antrat. Nach zwei Jahren ohne Playoff-Teilnahme trennte man sich im April 2025 von ihm.

## Erfolge und Auszeichnungen
- 1989 Meisterschaft der Hockey East mit der University of Maine (als Assistent)
- 1997 Silbermedaille bei der Junioren-Weltmeisterschaft (als Assistent)
- 2004 Teilnahme am AHL All-Star Classic
- 2009 Trainer des Jahres der Hockey East